# Reflujo vesicoureteral
El reflujo vesicoureteral es un término médico que designa el paso anormal retrógrado de la orina desde la vejiga en dirección al riñón. Está provocado generalmente por una anomalía en el lugar de unión entre el uréter y la vejiga urinaria - unión ureterovesical -. En condiciones normales cuando la vejiga se contrae, la orina se expulsa por la uretra hacia el exterior, en el reflujo vesicoureteral una parte de la orina fluye en sentido inverso hacia el uréter y el riñón. La enfermedad puede no tener consecuencias, pero predispone a la infección urinaria y la pielonefritis, es además una causa de hidronefrosis e insuficiencia renal.

## Epidemiología
Afecta aproximadamente al 1% de los niños recién nacidos. Es más habitual en el sexo femenino y en la raza blanca.

## Causas
Se divide en dos grandes grupos: primarias y secundarias.
- Primarias. Es la forma más frecuente y está ocasionada por una anomalía en el lugar de unión entre el uréter y la vejiga urinaria, en condiciones normales existe un mecanismo valvular en el uréter que impide la aparición del reflujo.
- Secundarias. Se debe a algún trastorno que causa aumento de la presión intravesical y por lo tanto favorece el reflujo, ejemplos de este mecanismo son la obstrucción de la uretra y la vejiga neurógena.

## Clasificación en grados
Dependiendo de la intensidad del reflujo, se clasifica en 5 grados, siendo el grado I el más leve y el V el de mayor importancia. En los grados IV y V se recomienda a veces una intervención quirúrgica para solucionar el trastorno, sobre todo cuando existen infecciones repetidas o el riñón se ve seriamente afectado por la infección.